# 오리엔트 특급 살인

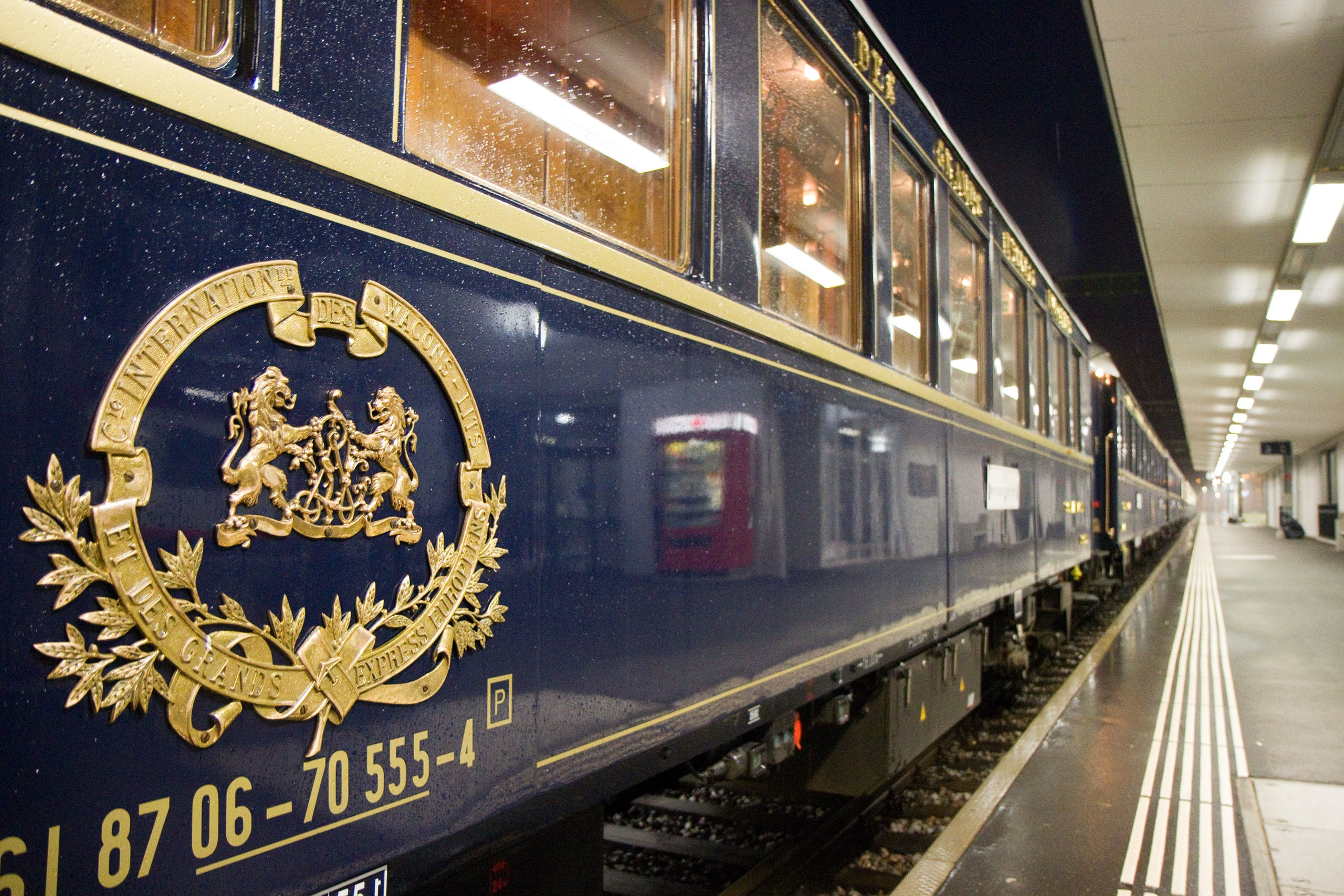
실제 오리엔트 특급 열차의 사진

《'오리엔트 특급 살인'(Murder on the Orient Express)》은 애거사 크리스티가 창조해낸 인물 가운데 가장 널리 알려진 탐정 에르퀼 푸아로가 등장하는 작품이다. 에르퀼 포와로는 직접 몸을 굽히고 현장을 뛰어다니며 사건을 조사하는 타입이 아니라, 주어진 자료를 근거로 머릿속의 '회색 뇌세포(The Little Gray Matter)'를 사용하여 추리를 하는 '안락의자형' 탐정으로 유명한 인물이다.
이 작품의 배경은 유럽 대륙을 횡단하는 오리엔트 특급 열차이다. 움직이는 열차이다 보니 자연스레 사건은 밀실에서 이루어지고, 먼 이국의 땅을 배경으로 하다보니 화려한 느낌도 준다. 그런데 그 기차에서 한 남자가 살해당하고, 여러 개의 상처와 엇갈린 증언들로 인해 사건은 점점 더 미궁으로 빠지게 된다.
그러나 계획적으로 행해진 범죄엔 필연적으로 과거의 원한이 잠재해 있기 마련. 여권의 기름, 얼룩 등 사소한 단서 등을 통해 포와로는 자신의 두뇌를 회전시키고, 마침내 범인이 누구인지, 어떻게 벌어진 사건인지를 밝혀내지만, 기존 사건들과는 조금 다른 식의 결말을 보여준다.
누가 범인인지가 아니라 누가 범인이 아닌지를 가려내야 하는, 색다른 설정과 결말을 가진 애거사 크리스티의 대표작이다. 애거사 크리스티가 린드버그 납치사건을 모티브로 해서 지은 소설이기도 하다.
만약 사건의 배경이 열차라는 제한된 공간이 아니었다면 이 사건은 어떻게 종결되었을까? 아마 천하의 에르큘 포와로라 해도 사건의 범인이 누구인지 절대 알지 못했을 것이다.

## 등장인물
- 래체트 : 미국 출신의 부유한 사업가
- 헥터 맥퀸 : 래체트의 비서
- 에드워드 헨리 매스터맨 : 래체트의 하인
- 메어리 데브넘 : 영국인 가정교사
- 아버스넛 대령 : 영국 군인
- 드라고미로프 공작 부인 : 러시아 망명 귀족
- 힐데가르트 슈미트 : 공작 부인의 하녀
- 허바드 부인 : 미국 출신의 중년 여성
- 그레타 올손 : 스웨덴 출신의 중년 여성
- 안드레니 백작 : 헝가리 외교관
- 안드레니 백작 부인 : 안드레니 백작의 부인
- 사이러스 하드맨 : 미국인 사립 탐정
- 안토니오 파스카렐리 : 이탈리아계 미국인 세일즈맨
- 피에르 폴 미쉘 : 오리엔트 특급 열차의 차장
- 콘스탄틴 박사 : 그리스인 의사
- 부크 : 국제침대차 회사의 중역
- 에르퀼 푸아로 : 벨기에인 탐정

## 실사 영화&드라마
- 영화 오리엔트 특급 살인 (1974, 영국)
- 텔레비전 영화 오리엔트 특급 살인 (2001, 미국)
- 드라마 오리엔트 특급 살인 (2010, 영국)
- 드라마 오리엔트 특급 살인 (2015, 일본)
- 영화 오리엔트 특급 살인 (2017, 미국)